# Dây pallium

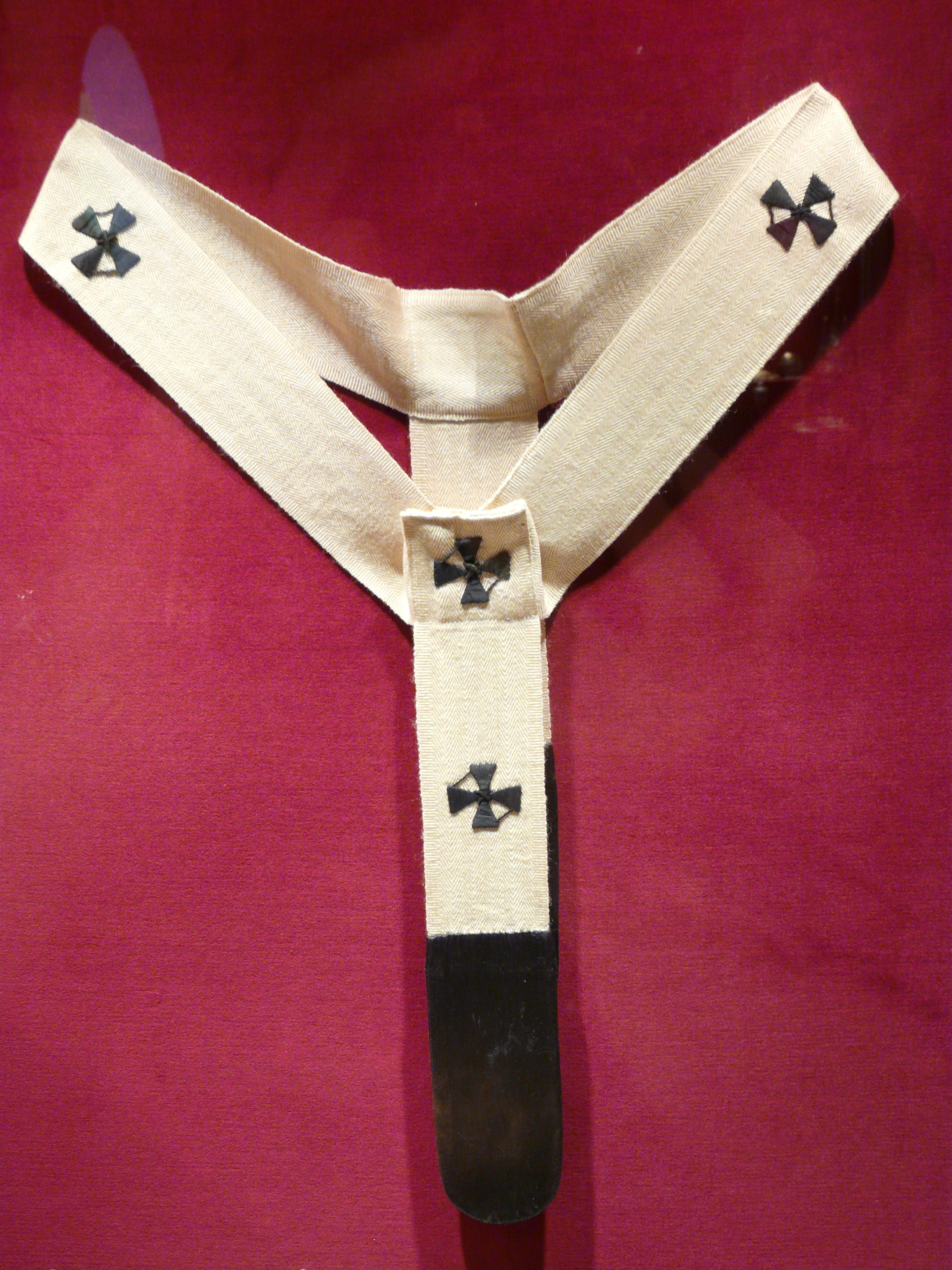
Dây pallium của Giáo hoàng Gioan XXIII với thiết kế hiện đại, được trưng bày tại bảo tàng Tổng giáo phận Gniezno

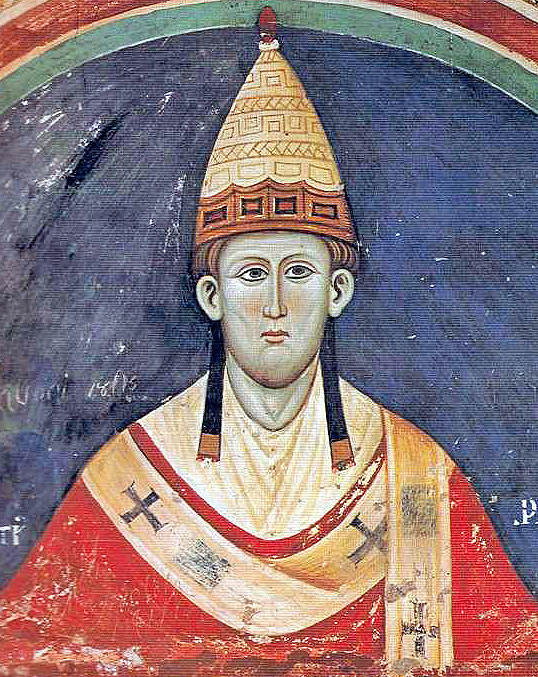
Giáo hoàng Innôcentê III với dây Pallium trên vai trong một bức bích họa ở Sacro Speco

Dây pallium (tiếng Latinh: pallium hoặc palla; n.đ. 'áo choàng len'; số nhiều: pallia) là một phẩm phục giáo hội của Giáo hội Công giáo Rôma, đặc biệt đối với giáo hoàng, nhưng trong thực tế loại phẩm phục này đã được trao cho các Tổng giám mục đô thành và giáo chủ trong nhiều thế kỷ như một biểu tượng của thẩm quyền do Hội thánh trao cho họ. Trong bối cảnh mới đó, dây pallium vẫn giữ mối liên hệ với vị giáo hoàng.
Dây Pallium, ở dạng thức phương Tây hiện nay, là một dải hẹp, với chiều rộng "khoảng ba ngón tay", được dệt bằng lông cừu trắng của cừu nuôi bởi các tu sĩ Trappist, với một vòng ở giữa nằm trên vai cùng với hai vạt nằm ở phía trước và sau; do đó khi nhìn từ phía trước hoặc phía sau, hình dáng của dây tương tự như hình chữ Y. Trên dây, những hình ảnh thánh giá màu đen được trang trí với bốn hình thánh giá trên vòng và hai hình khác ở mỗi vạt. Dây được uốn gấp trên vai tái, đôi khi đính trên dây ba ki vàng. Hai đặc điểm này dường như tồn tại từ thời khi vương miện Roma là một chiếc khăn đơn giản được gấp làm đôi và gắn trên vai trái.
Về nguồn gốc, dây pallium và áo omophor cùng là cùng một phẩm phục trong thánh lễ. Bộ omophor là một dải vải rộng, lớn hơn nhiều so với bộ pallium hiện đại, được tất cả các giám mục Chính thống giáo Đông phương và Công giáo Đông Phương Nghi lễ Byzantine sử dụng. Một lý thuyết kết nối nguồn gốc của dây Pallium với hình ảnh của Người chăn cừu tốt lành vác theo cừu trên vai, rất phổ biến trong nghệ thuật Thiên chúa giáo trong thời kì sơ khai; nhưng đây cũng không loại trừ là một cách diễn giải của hậu thế. Lễ nghi liên quan đến việc chuẩn bị dệt dây pallium và việc trao nó cho tân giáo hoàng trong lễ khai mạc sứ vụ cũng biểu lộ một số biểu tượng. Những con cừu có lông đã được quyết định sử dụng tạo nên dây pallium được các nữ tu của tu viện thánh Agnes trưng lên một cách long trọng tại bàn thờ. Các nữ tu dòng Biển Đức Santa Cecilia ở Trastevere sau đó dệt len của cừu tạo thành dây pallium.

## Lịch sử

### Từ nguyên
Nguyên thủy, từ "pallium" được dùng để chỉ một áo khoác bằng len của riêng giáo hoàng mà thôi. Về sau này, "pallium" trở thành một loại phục trang danh dự trong phụng vụ, biểu trưng cho sự hiệp thông đặc biệt với người kế vị thánh Phêrô đối với các Giám mục đứng đầu các tổng giáo phận.

### Lịch sử

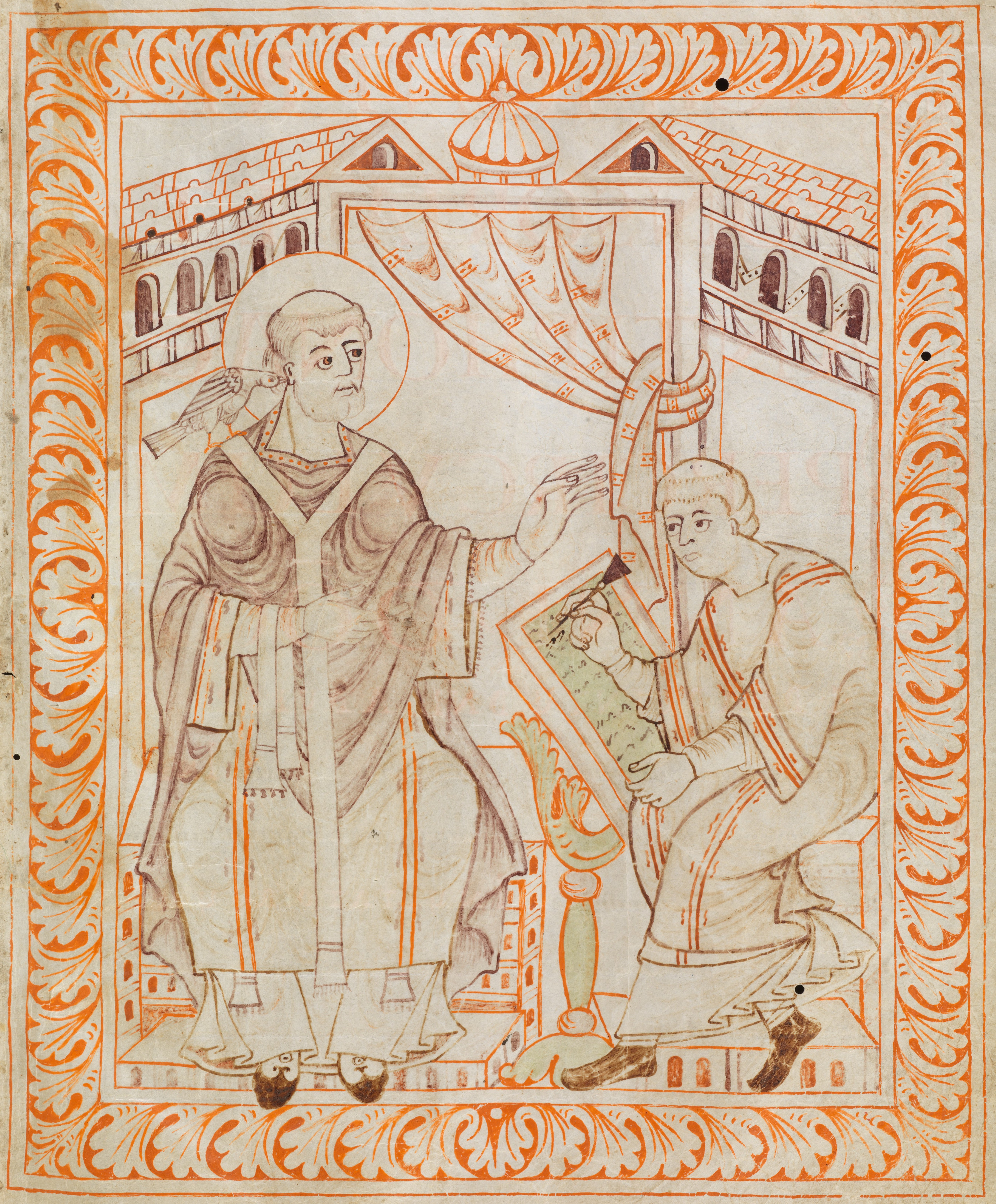
Giáo hoàng Gregory I đang đọc cho một người khác ghi chép lại, hình ành từ một bản thảo viết tay thứ kỉ thứ X, trong đó có miêu tả dây pallium

Không rõ chính xác khi nào pallium được giới thiệu lần đầu tiên. Mặc dù Tertullian đã viết một bài luận không muộn hơn 220 CE có tiêu đề De Pallio ("Trên dây Pallium"), theo Liber Pontificalis, nó được sử dụng lần đầu tiên khi Giáo hoàng Máccô (chết 336) trao quyền mang dây pallium cho Giám mục Ostia, bởi vì sự chủ phong trong nghi lễ tấn phong của Giáo hoàng đối với ông; Giáo hoàng Symmacô cũng làm như vậy với Thánh Cescsarius của Arles năm 513, và trong nhiều tài liệu khác của thế kỷ thứ sáu, dây pallium được nhắc đến như một bộ phẩm phục dạng dài. Dường như trước đó, chỉ có Giáo hoàng có quyền tuyệt đối để mặc thứ phẩm phục này và việc sử dụng của nó bởi những người khác chỉ được chấp nhận khi được phép của chính Giáo hoàng. Chỉ từ thế kỷ thứ sáu chúng ta mới nghe nói về pallium được trao cho người khác như một dấu hiệu phân biệt. Sự vinh dự này thường được trao cho các giám mục đô thành, đặc biệt là các vị đại diện được chỉ định bởi giáo hoàng, nhưng đôi khi nó được trao cho các giám mục ở vị trí thấp (ví dụ như các giám mục Syagrius của Autun, Donus của Messina và John của Syracuse của dưới thời Giáo hoàng Gregory I).
Việc sử dụng pallium của các tổng giám mục đô thành không trở nên phổ biến cho đến thế kỷ VIII, khi một công đồng được triệu tập bởi Thánh Boniface đã đặt một nghĩa vụ đối với những tổng giám mục đô thành Tây phương phải nhận được dây pallium của họ từ chính tay Giáo hoàng tại Rôma. Việc nhận dây pallium được thực hiện bằng một chuyến hành hương hoặc bằng cách chuyển tiếp một đơn thỉnh nguyện nhận dây pallium đi kèm theo một lời thề sẽ thực hiện các nghi lễ trang trọng với đức tin, và tất cả những việc phải làm đều bị ngăn cấm trước khi nhận được pallium. Lời tuyên thệ trung thành mà người nhận pallium trong thời đại ngày nay rõ ràng có nguồn gốc từ thế kỷ thứ mười một, dưới thời trị vì của Giáo hoàng Paschal II (1099-1118), và thay thế cho lời thề trung thành.
Chắc chắn rằng một số tiến lễ đã được nộp cho việc tiếp nhận của pallium vào đầu thế kỷ thứ sáu. Điều này đã được Giáo hoàng Gregory I bãi bỏ trong Thượng Hội đồng La mã năm 595, nhưng sau đó được đưa trở lại như một phần hoa lợi nhằm giúp duy trì hoạt động của Tòa Thánh. Quá trình tiến lễ này đã bị Công đồng Florence lên án vào năm 1432, gọi nó là một gian kế cho vay nặng lãi được phát minh ra bởi chức vị giáo hoàng.

### Sự phát triển dây Pallium

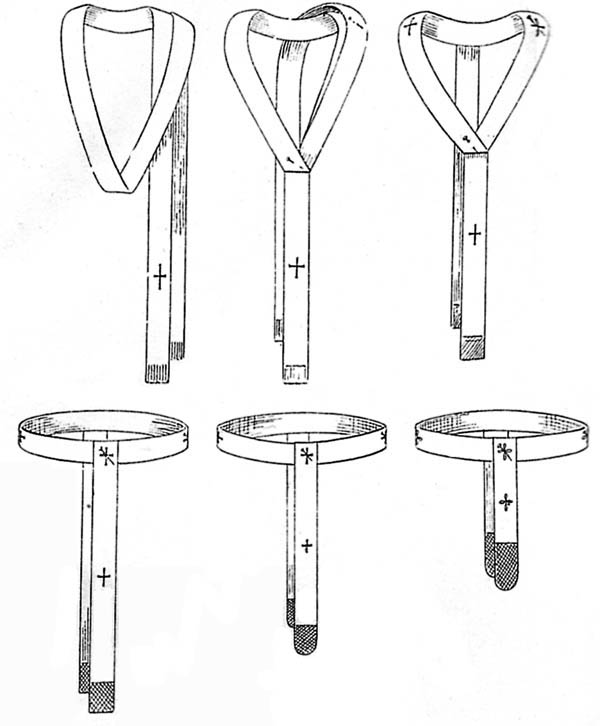
Sự phát triển về hình dạng dây pallium

### Sử dụng thời hiện đại

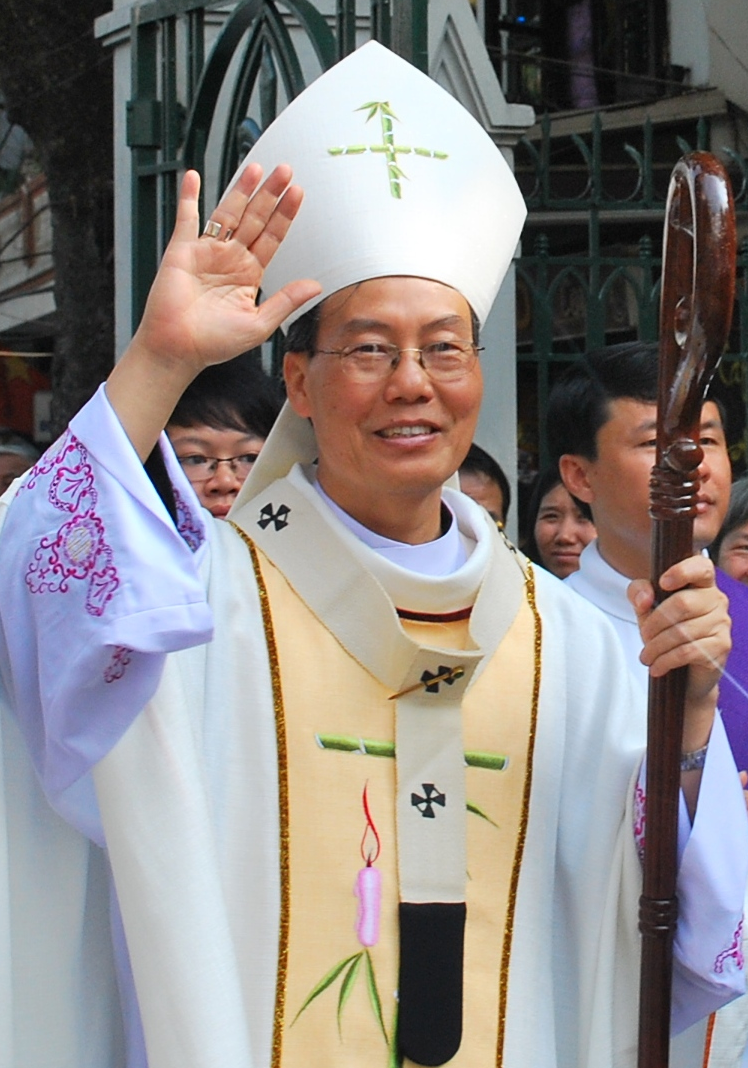
Tổng giám mục Giuse Ngô Quang Kiệt sử dụng dây pallium

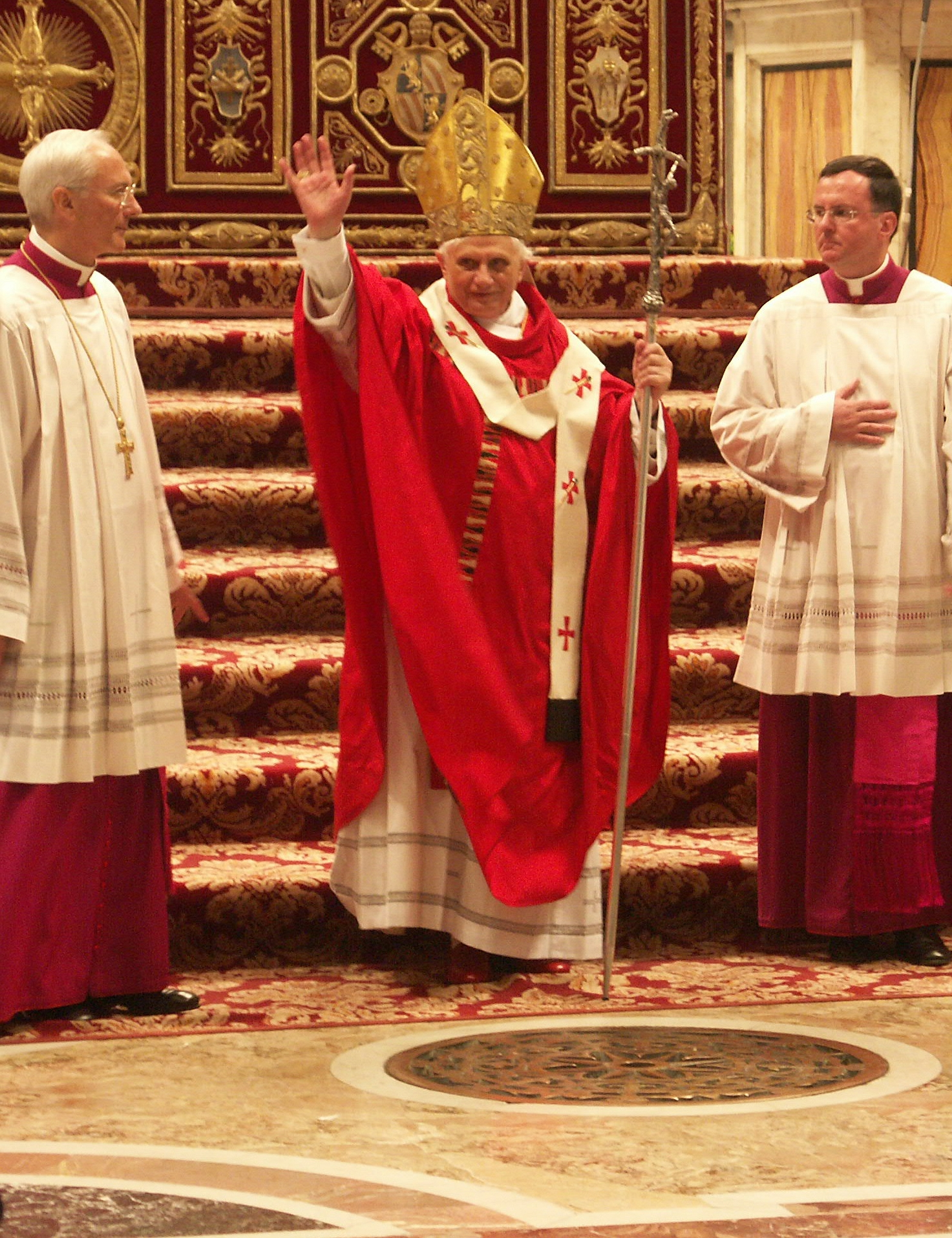
Giáo hoàng Biển Đức XVI với dây pallium giáo hoàng đầu tiên của mình (2008)

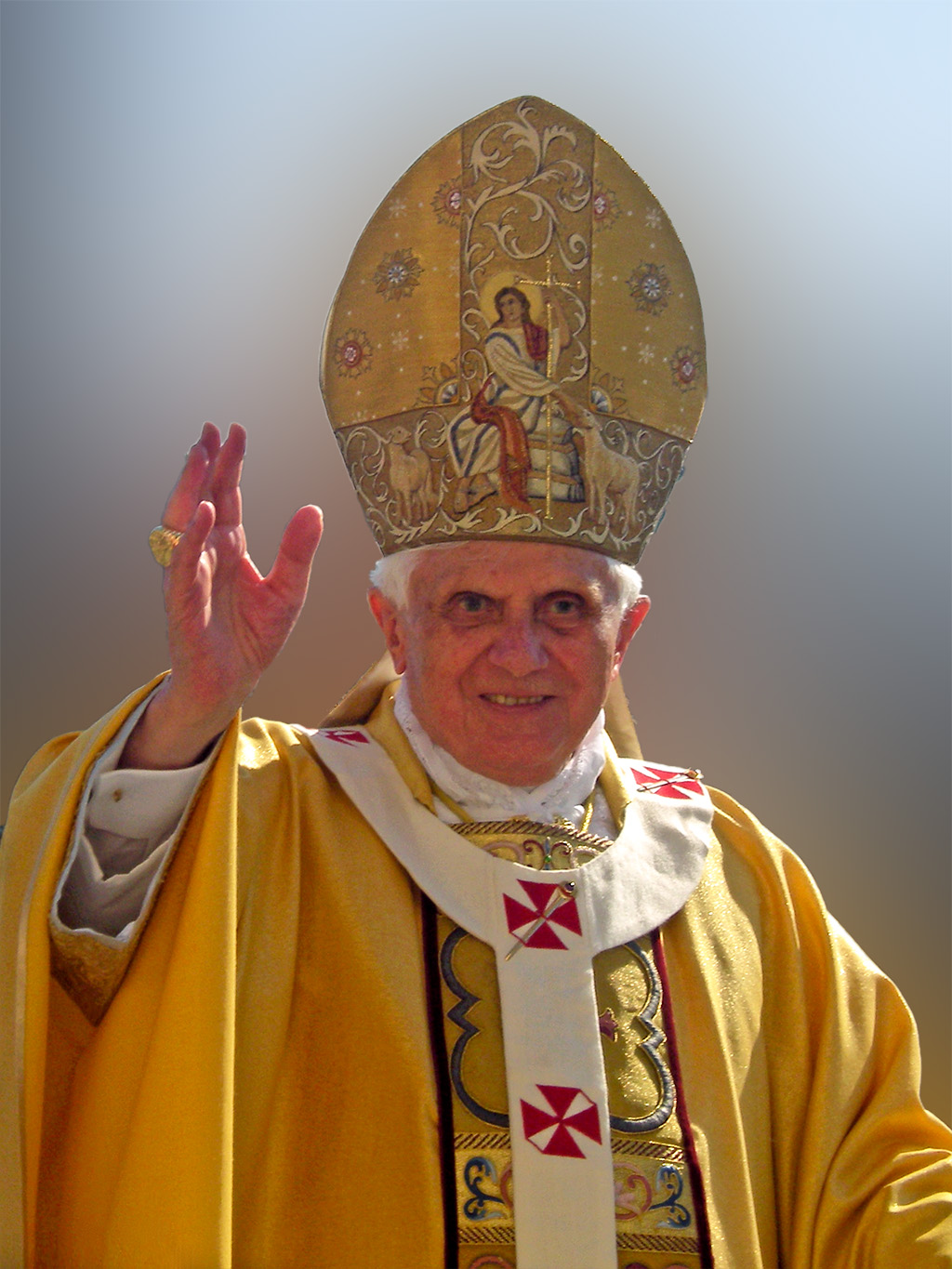
Giáo hoàng Biển Đức XVI với dây pallium giáo hoàng thứ hai của mình (2013)

## Hình thức

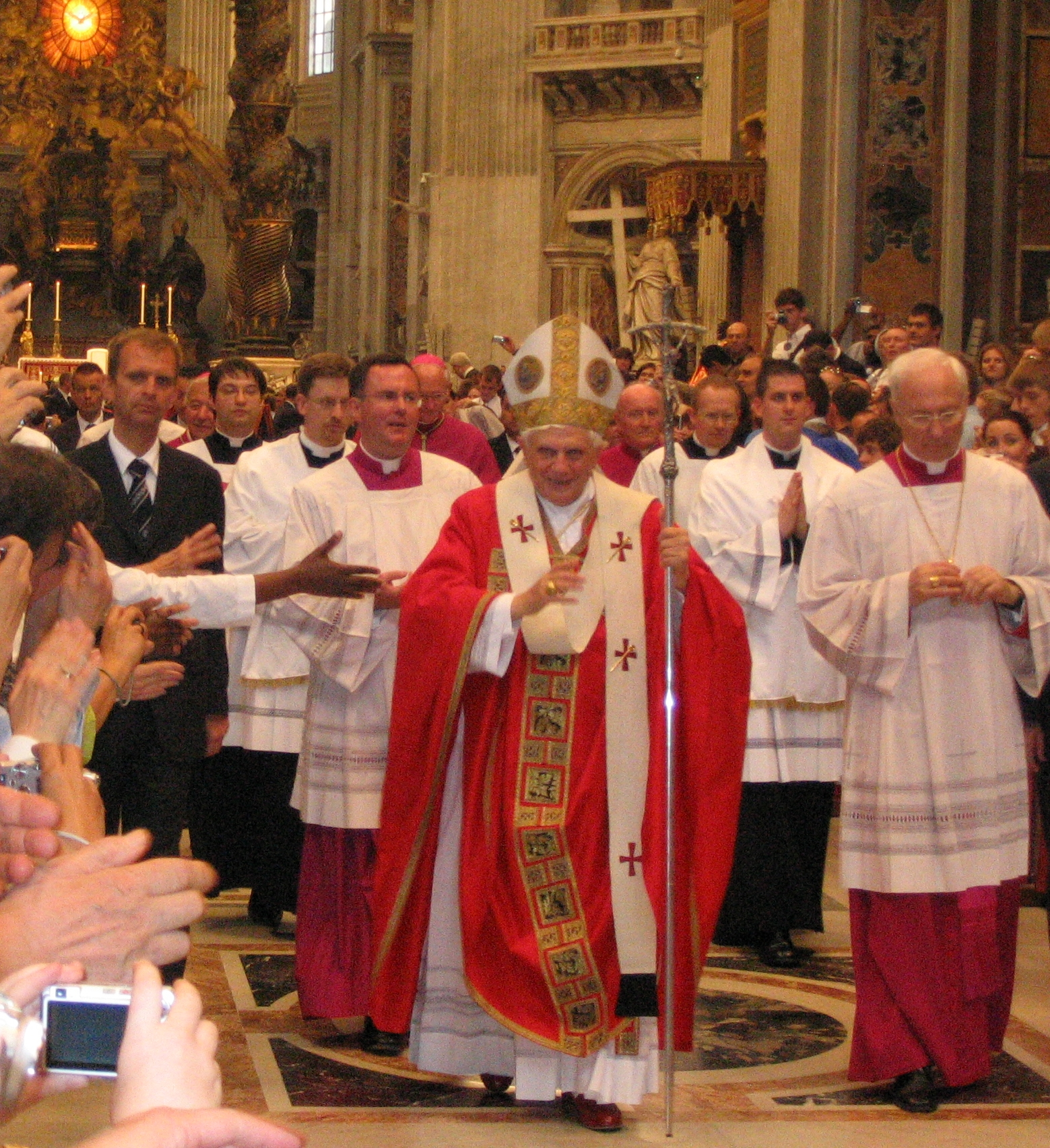
Giáo hoàng Biển Đức XVI với dây Pallium dài 2,6 mét